# Žiberci
Žiberci – miejscowość w Słowenii w gminie Apače.